# 大野ヶ原

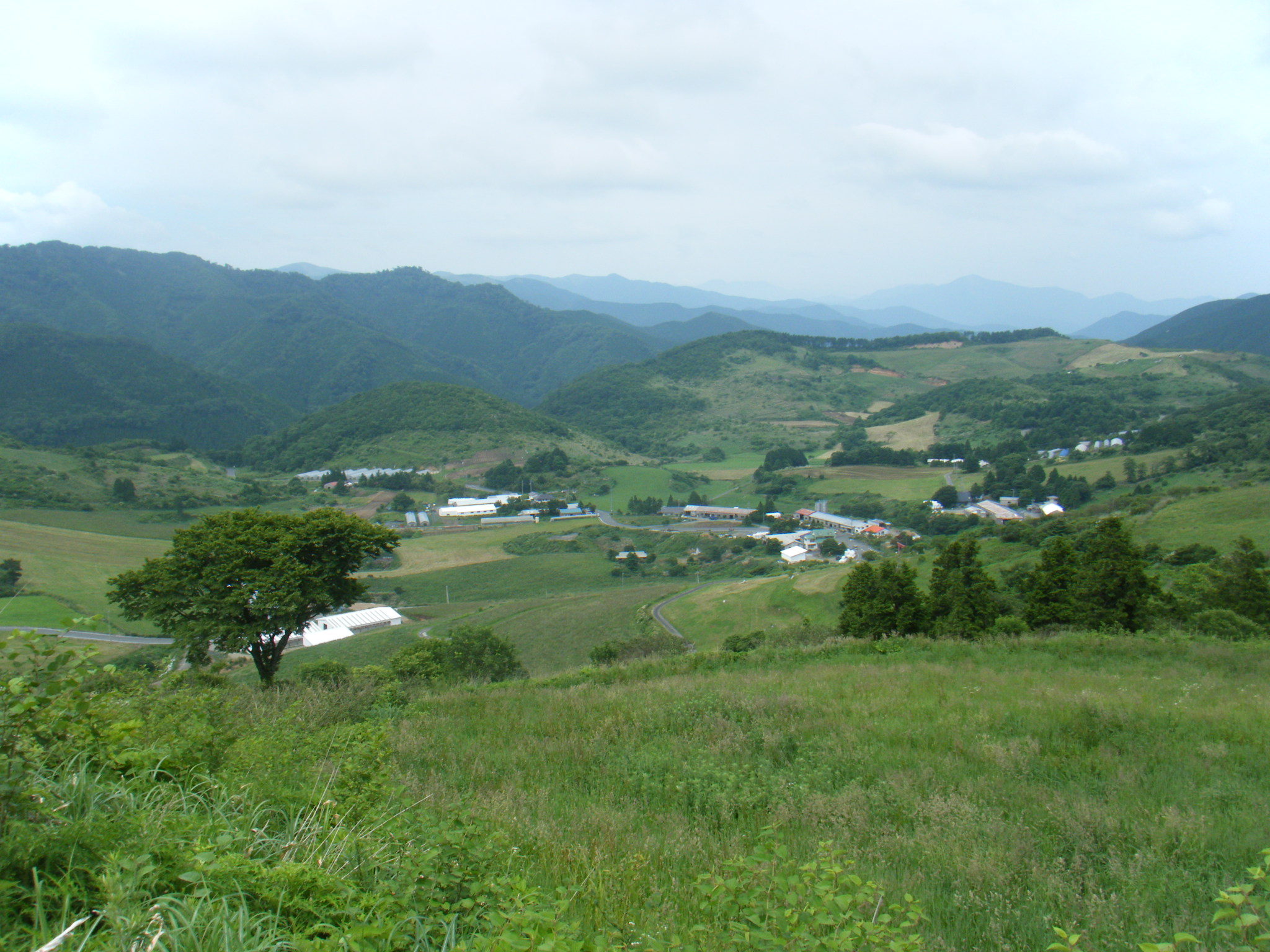
大野ヶ原

大野ヶ原（おおのがはら）は、四国カルスト西部の高原、または西予市の一地名である。

## 概要

### 地理・地形
行政区域は愛媛県西予市に属する。
四国カルスト西部の典型的なカルスト高原で、高知県側の天狗高原と共に標高は1000m〜1400mに達する。付近の大川嶺(おおかわみね) - 皿ヶ嶺（さらがみね） - 瓶ヶ森（かめがもり）と共に1000万年程より前からあり、愛媛県下では一番古い地形である。大野ヶ原から南に見えるなだらかな丘が源氏ヶ駄場 (1402.8m) で、その稜線が愛媛県と高知県の県境になっている。
竜王神社近くの小松が池はドリーネに水がたまったもので、こういった例は世界的にもかなり珍しい（他にはウバーレ、ポリエ、カレンフェルトなどがある）。1964年に四国カルスト県立自然公園に指定された。碁石ヶ森、鉢巻山、源氏ヶ駄場、姫草といった山々がある。
愛媛県道36号野村柳谷線が東西を横切るように走っており、途中で愛媛県道・高知県道383号四国カルスト公園縦断線が分岐する。バスは通っていない。県道の沿線には大野ヶ原小学校と竜王神社がある。

#### 羅漢穴
羅漢穴（らかんあな）は、小松ヶ池より4kmほど西の麓に入り口がある石灰洞穴で、古くから四国最大の洞穴として知られており、もともとは浮穴（うけな）と呼ばれていた。「羅漢穴」の名は鍾乳石群が五百羅漢の形相に似ていたことに因む。
標高720mの入口から136メートル地点で洞穴は二股に分かれ、左の本穴がさらに164m、右の支穴が84ｍ伸びている。また、通行困難な支洞も合わせると全長は500mを超えるとも言われている。

### 気候
豪雪地帯でもあり、特に1962年から1963年にかけての38豪雪では大野ヶ原小学校で約3メートルほどの積雪を記録した。

### 産業
この地では牛の放牧が盛んである。戦後に開拓した際、寒くて土壌が酸性の大野ヶ原は農作に適さない厳しい環境だったために酪農が開始された。

## アクセス
東側（久万高原町）からは国道440号と愛媛県道36号野村柳谷線を利用すると到着する。西側（大洲市、西予市中心部）からは国道197号、愛媛県道32号肱川公園線、愛媛県道36号野村柳谷線と通行すれば到着できる。梼原町中心部方面からはスーパー林道か高知県道379号韮が峠文丸線から到着できる。

## 歴史
大野ヶ原はもともと浮島が原（うきしまがはら、小学校の近くにある小松が池に浮島があるのが由来）と呼ばれていた。弘法大師（空海）がこの地を訪れた際に真言宗の本山と一千軒の伽藍町とを建立したが、天の邪鬼の計略によって失敗し、夜が明けると原野に大きなうねりができていた。この時期から浮島が原は一朝が原（いちあさがはら）と呼ばれるようになった。
大野ヶ原が現在の名称になったのは、1574年（不詳）に久万大除城主の大野直昌が長宗我部元親軍（おそらく伊予軍代久武親信が指揮を執っていたと思われる）をこの地（大野ヶ原付近の笹が峠）で破ったことに由来する。
江戸時代の幕藩体制では、麓の小屋村と共に伊予松山藩へ編入され、のち大洲藩に移された。土佐藩との国境に近いために姫草番所（ひめくさばんしょ）が置かれていた。
1889年、町村制が施行された際には上浮穴郡浮穴村に編入された。のち1943年に浮穴村が東宇和郡惣川村（現在の西予市野村町惣川）と合併したとき、小松（小屋）地区とともに惣川村に編入された。現在では西予市の大字の一つになっている。
1907年（明治40年）4月18日、大野ヶ原一帯が陸軍大砲実弾射撃大練兵場に指定された。第二次世界大戦中は軍用馬の放牧場であった。戦後に開拓地となり、現在に至っている。
この辺りは愛媛（伊予）・高知（土佐）県境で幾度も紛糾を重ねている。一例をあげると韮ヶ峠（愛媛県道36号野村柳谷線・高知県道379号韮ヶ峠文丸線） - 源氏ヶ駄場 - 地芳峠（国道440号）の約8キロにわたるコースは17世紀ごろから紛糾を繰り返した。愛媛県側が現在の県境にあたる分水嶺による境界線を主張したのに対し、高知県側は霧立 - 小松が池 - 大野が森 - 碁石が森 - 姫が淵の境界線を主張し、1918年と1924年に浮穴村と檮原村による会議が行われた。しかし不調に終わり、参謀本部陸地測量部の現地測量調査がなされ愛媛県が主張する現在の境界線に決定した。1924年10月には高知営林署によりコンクリート製の境界柱が設置された。